# ماشین مولکولی
ماشین مولکولی (انگلیسی: Molecular machine) دسته‌ای از مواد بیولوژیکی با اندازه‌های مولکولی و نانومتری هستند که در اثر خودآرایی و کنار هم قرار گیری ذره به ذره مواد به وجود می‌آیند. ماشین آلات مولکولی را می‌توان به دو دسته عمده مصنوعی و بیولوژیکی تقسیم نمود.